# 越康
越康（1978年—），眞名武明智（Võ Minh Trí），越南前江省人，音樂創作者、歌手和越南持不同政見者。

## 音樂創作
除了“越康”這一筆名，他在創作時還使用“明智”（Minh Trí）的名字。除了《你是誰》（Anh là ai）和《我的越南在哪裏》（Việt Nam Tôi Đâu）這兩首在全世界越南裔社區中享有盛譽的歌曲外，越康還有兩首由《挚友》（Bạn Thân）和李海的《西部母亲》（Bà Má Miền Tây）錄製的歌曲。

## 政治活動
越康參加了一個爲越南國家主權而鬥爭的“愛國青年”（Tuổi Trẻ Yêu Nước）會。2011年，有感於越南當局對青年學生反對中國入侵越南海島的抗議的鎮壓，越康創作了兩首歌曲《你是誰？》和《我的越南在哪裏？》，自己演唱後上傳到了YouTube。
2011年9月越康被逮捕，在被監禁一段時間後獲釋，並在兩個月後於2011年12月再次被捕。隨後，音樂家竹湖通過SBTN電視台發起了“百萬顆心，一個聲音”（Triệu con tim, một tiếng nói）運動，並動員民眾簽署請願書，呼籲美國政府對越南當局進行干涉，以釋放所有爲民主而鬥爭的人。該運動得到了越南裔美國人社區的響應，徵集了超過15萬個簽名。
2012年10月30日，越南胡志明市人民法院以《刑事法》第八十八條“宣傳反對越南社會主義共和國罪”判處越康四年監禁和兩年服刑期滿後的管制，他的朋友陳武英平被判處六年監禁和兩年管制。律師陳武海告訴BBC，檢方指控越康音樂家犯有“煽動宣傳反國家罪”的依據是《你是誰？》和《我的越南在哪裏？》這兩首歌曲，以及越康加入了一個名爲“愛國青年”的反政府組織。
2014年，他與他的朋友音樂家陳武英平一起被越南人權網絡授予越南人權獎。
2015年12月14日，他獲釋回到前江省美湫市。
2018年2月8日，在美國政府的干預下，越康離開越南前往了美國。與此同時，音樂家竹湖確認，《還給人民》（Trả Lại Cho Dân，署名“維國南”）和《越南之路》（Con Đường Việt Nam，署名“良心犯”）這兩首歌曲是由越康創作的。之所以使用這兩個名字，是因爲它們的曲譜是越康在監獄時送出來給竹湖的，爲了確保越康的安全，他們選擇將作者信息保密。